# Монтекастрилли
Монтекастрилли (итал. Montecastrilli) — коммуна в Италии, располагается в регионе Умбрия, подчиняется административному центру Терни.
Население составляет 4620 человек (на 2001 г.), плотность населения составляет 74 чел./км². Занимает площадь 62 км². Почтовый индекс — 5026. Телефонный код — 0744.
Покровителем населённого пункта считается святитель Николай, Мирликийский Чудотворец. Праздник ежегодно празднуется 6 декабря.